# Unsung: The Best of Helmet (1991-1997)
Unsung: The Best of Helmet (1991-1997) è una raccolta della band statunitense Helmet, pubblicata nel 2004 dalla Interscope Records. È composta da pezzi che si trovano nei precedenti album della band, a partire da Strap It On fino ad Aftertaste. Il titolo recita "1991-1997", anche se Strap It On è stato pubblicato nel 1990.

## Tracce
Testi e musiche di Page Hamilton, eccetto Rollo, di Bogdan e Hamilton, e Renovation, di Bogdan, Hamilton e Stanier.
1. Repetition – 3:00 (1990, da Strap It On)
2. FBLA – 2:40 (1990, da Strap It On)
3. Bad Mood – 2:15 (1990, da Strap It On)
4. Sinatra – 4:31 (1990, da Strap It On)
5. In the Meantime – 3:08 (1992, da Meantime)
6. Ironhead – 3:22 (1992, da Meantime)
7. Give It –  4:17 (1992, da Meantime)
8. Unsung – 3:57 (1992, da Meantime)
9. Better – 3:10 (1992, da Meantime)
10. Just Another Victim – 4:22 (1993, dalla colonna sonora del film Judgement Night)
11. Wilma's Rainbow – 3:53 (1994, da Betty)
12. I Know – 3:41 (1994, da Betty)
13. Milquetoast – 3:53 (1994, da Betty)
14. Rollo – 2:38 (1994, da Betty)
15. Overrated – 2:40 (1994, da Betty)
16. Disagreeable – 3:45 (1996, dalla colonna sonora del film Feeling Minnesota)
17. Pure – 3:32 (1997, da Aftertaste)
18. Renovation – 2:55 (1997, da Aftertaste)
19. Like I Care – 3:19 (1997, da Aftertaste)
20. Driving Nowhere – 4:19 (1997, da Aftertaste)
21. Exactly What You Wanted – 2:36 (1997, da Aftertaste)

## Formazione
- Page Hamilton - voce, chitarra
- Peter Mengede - chitarra (tracce 1-10)
- Rob Echeverria - chitarra (tracce 11-16)
- Henry Bogdan - basso
- John Stanier - batteria